# Juan Portaluppi
Juan Portaluppi (nacido el 18 de agosto de 1930  en la ciudad de Paraná , Entre Ríos) es un exfutbolista argentino. Jugaba en la posición de delantero, preferentemente de puntero izquierdo, y debutó en Rosario Central.

## Carrera

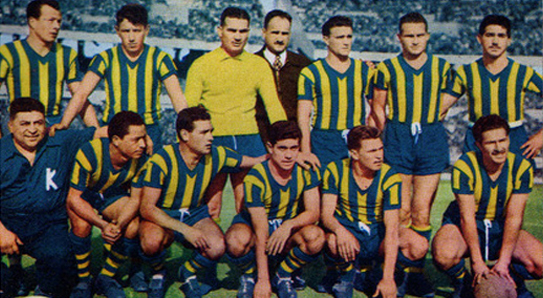
Rosario Central 1954. Parados: Ángel Zof, Miguel La Rosa, Pedro Botazzi, Federico Vairo, Juan Carlos Miranda, José Minni; hincados: Antonio Gauna, Humberto Rosa, Oscar Massei, Raúl Gómez, Juan Portaluppi.

Disputó seis temporadas con Rosario Central, con 84 partidos y 30 goles. Marcó un gol en su debut ante Atlanta, el 24 de julio de 1949. Al año siguiente tuvo mayor participación, aunque su equipo perdió la categoría. En 1951 la recuperó al obtener el Campeonato de Primera B. En el retorno a la máxima categoría se destacan sus goles ante Newell's Old Boys en el clásico rosarino (uno, el 12 de octubre, victoria 2-0 como visitante) y ante el campeón River Plate (dos, el 19 del mismo mes, victoria 5-3). En 1954 convirtió 4 goles frente Tigre (victoria 9-2).
Sus buenas actuaciones llamaron la atención de Huracán; en la Quema disputó 16 y marcó 5 goles durante 1955. Al año siguiente cruzó de vereda y fichó por San Lorenzo. Vistió la casaca del Ciclón en 24 oportunidades y convirtió 2 goles. En 1957 jugó por Cerro de Uruguay (9 partidos y 1 gol).

## Clubes
| Club                   | País      | Año       |
| ---------------------- | --------- | --------- |
| Rosario Central        | Argentina | 1949-1954 |
| Huracán                | Argentina | 1955      |
| San Lorenzo de Almagro | Argentina | 1956      |
| Cerro                  | Uruguay   | 1957      |

## Palmarés
| Equipo          | País      | Título           | Año  |
| --------------- | --------- | ---------------- | ---- |
| Rosario Central | Argentina | Segunda División | 1951 |